# Wilesco

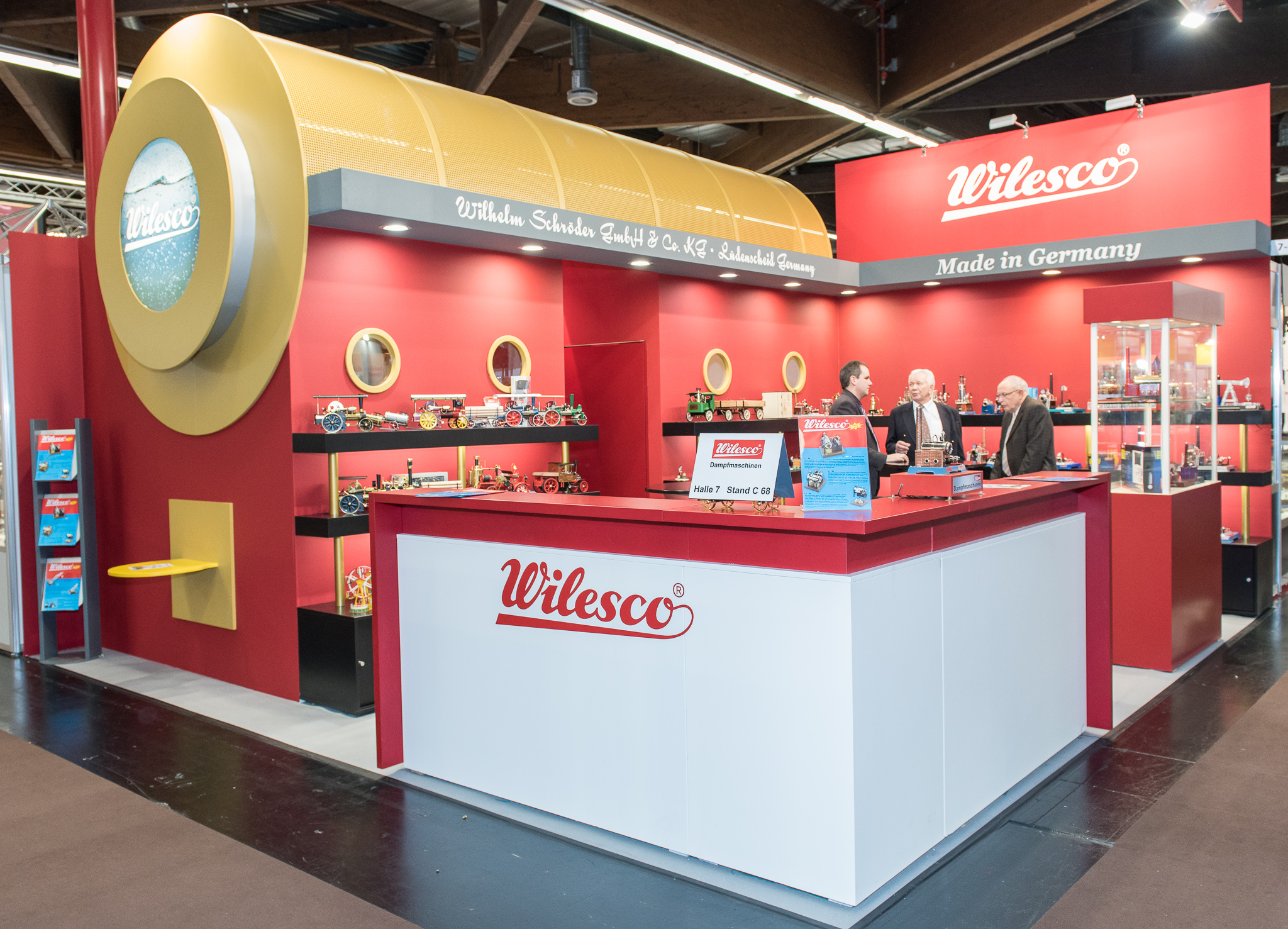
Stand auf der Spielwarenmesse Nürnberg 2016

Unter dem Markennamen Wilesco vertreibt die Wilhelm Schröder GmbH & Co. KG Metallwarenfabrik insbesondere Modelldampfmaschinen. Das in Lüdenscheid ansässige Unternehmen ist weltweit der größte Hersteller von Modelldampfmaschinen. Der Markenname Wilesco entstand aus Wilhelm Schröder & Co.

## Geschichte
Wilesco wurde im Jahre 1912 als Wilhelm Schröder GmbH & Co. Metallwarenfabrik Lüdenscheid, von Wilhelm Schröder und Ernst Wortmann gegründet. Es wurden bis nach dem Ersten Weltkrieg hauptsächlich Aluminiumbestecke gefertigt. Anfang der 1920er Jahre kam Spielzeug in Form von hauswirtschaftlichen Miniaturen (Puppenbesteck, Töpfchen etc.) hinzu. Im Jahr 1950 begann die Produktion von mobilen und stationären Modelldampfmaschinen und Zubehör. Die ab 1966 produzierte Dampfwalze „Old Smoky“, die auch als fahrendes Lokomobile angeboten wird, ist in Sammlerkreisen sehr beliebt. Heute ist Wilesco weltgrößter Hersteller von Dampfspielzeug.

## Produkte
- Verschiedene stationäre Dampfmaschinen, Dampfturbinen
- Stirlingmotor
- Antriebsmodelle wie Sägen, Bohrer, Schmiedehammer, Dynamos zur Stromerzeugung usw.
- Dampflokomotive, Dampfschiff „African-Queen“
- Dampffeuerwehrfahrzeug, verschiedene Dampfwalzen
- Blechspielzeug mit Aufziehwerk, z. B. Karussell, Schiffschaukel, Riesenrad
- Kleiderhaken, Garderobenhaken, Möbelgriffe
- Schaufeln aus Kunststoff, Aluminium und Edelstahl für Kaffeebohnen, Gemüsewürfel und Ähnliches
- Besteck für Picknick-Koffer

## Galerie

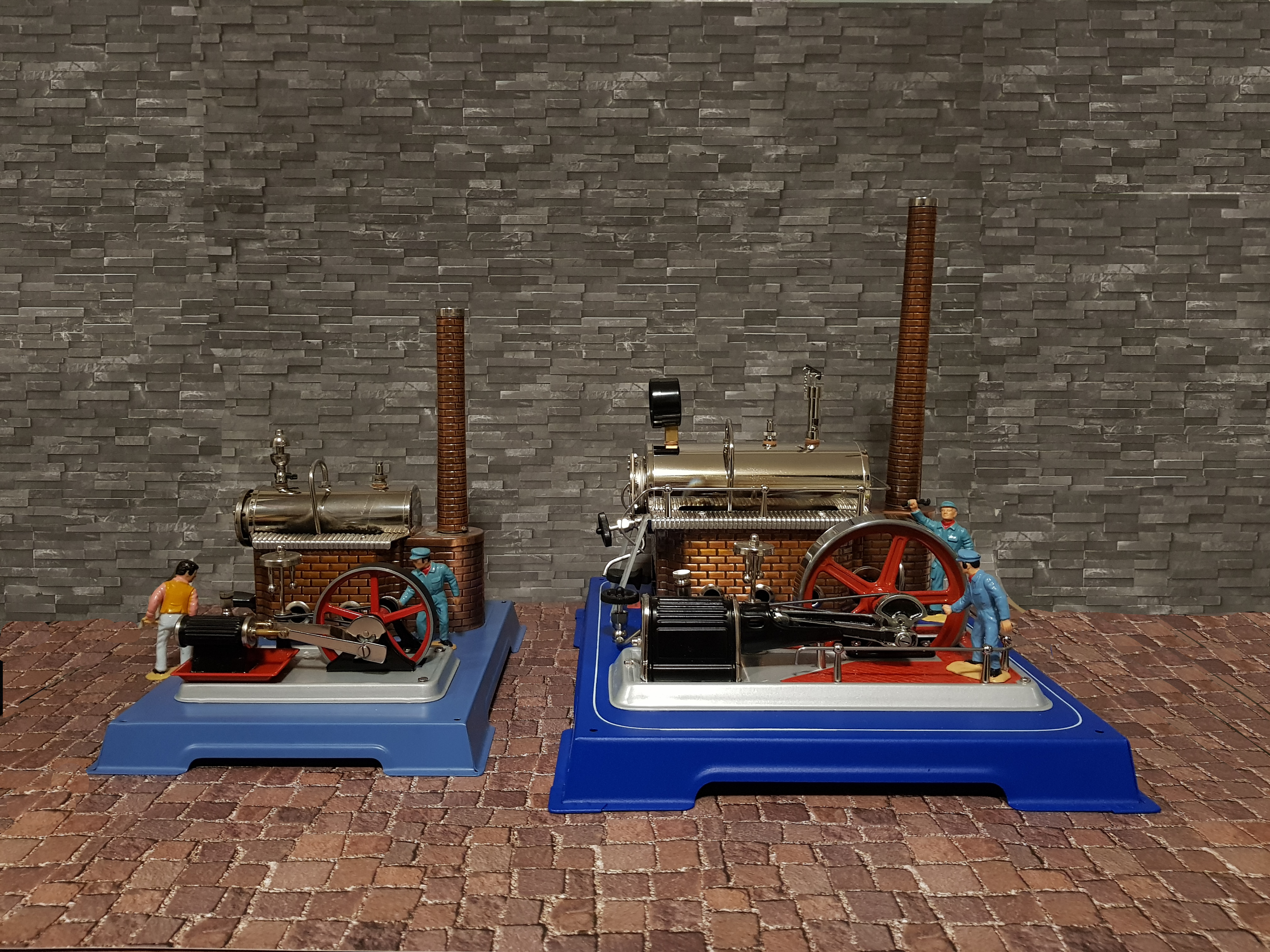
Wilesco D9 (Bausatz einer D10) neben einer fabrikneuen Wilesco D20, Baujahr 2020.
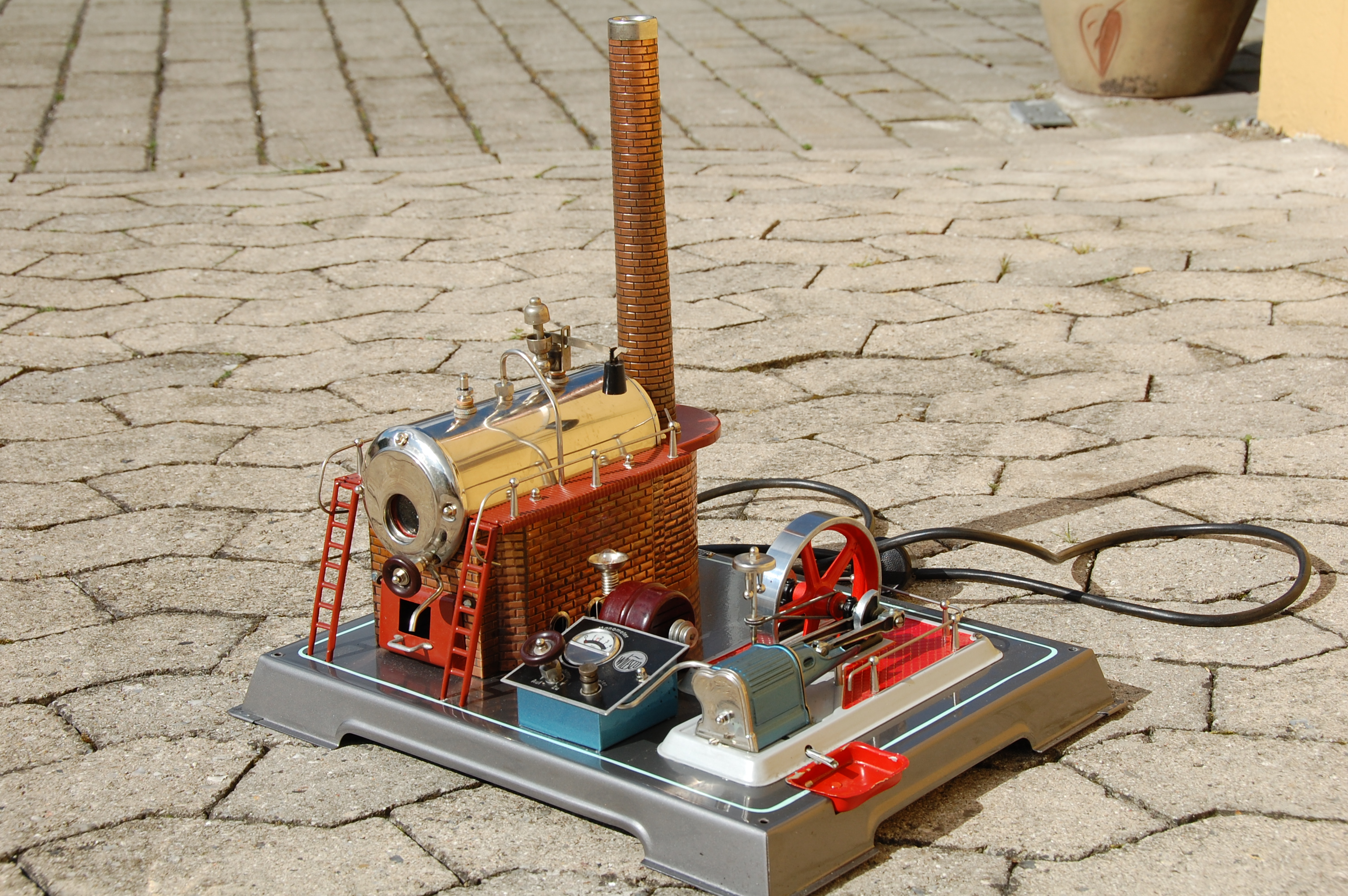
Dampfmaschine Wilesco D24
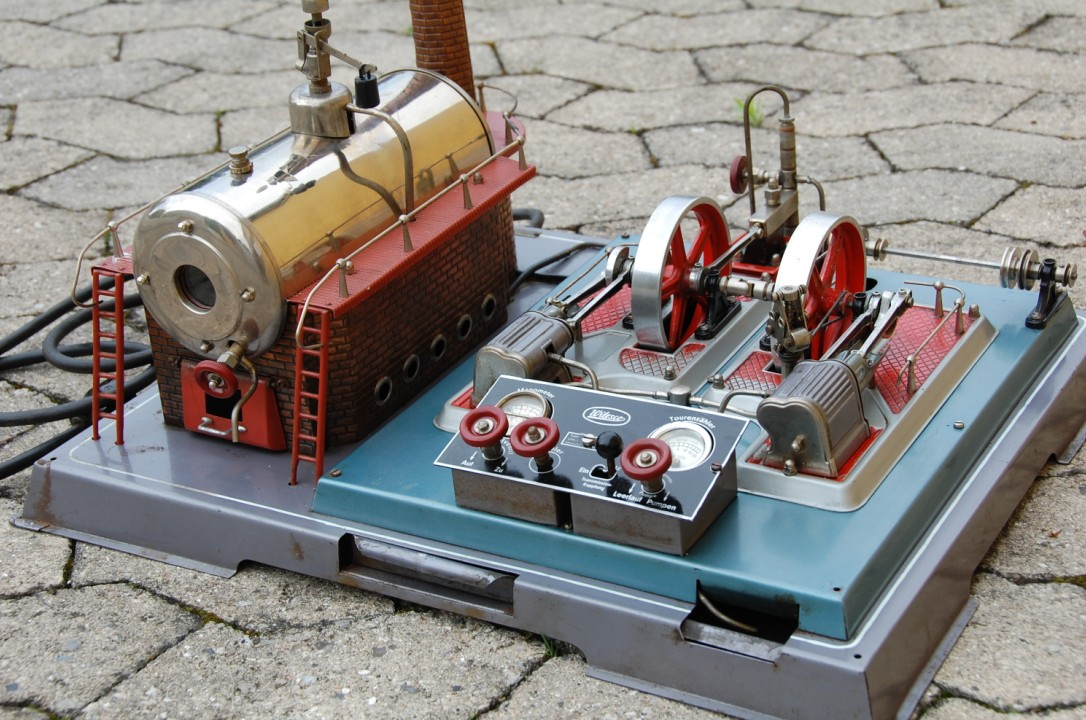
Dampfmaschine Wilesco D32
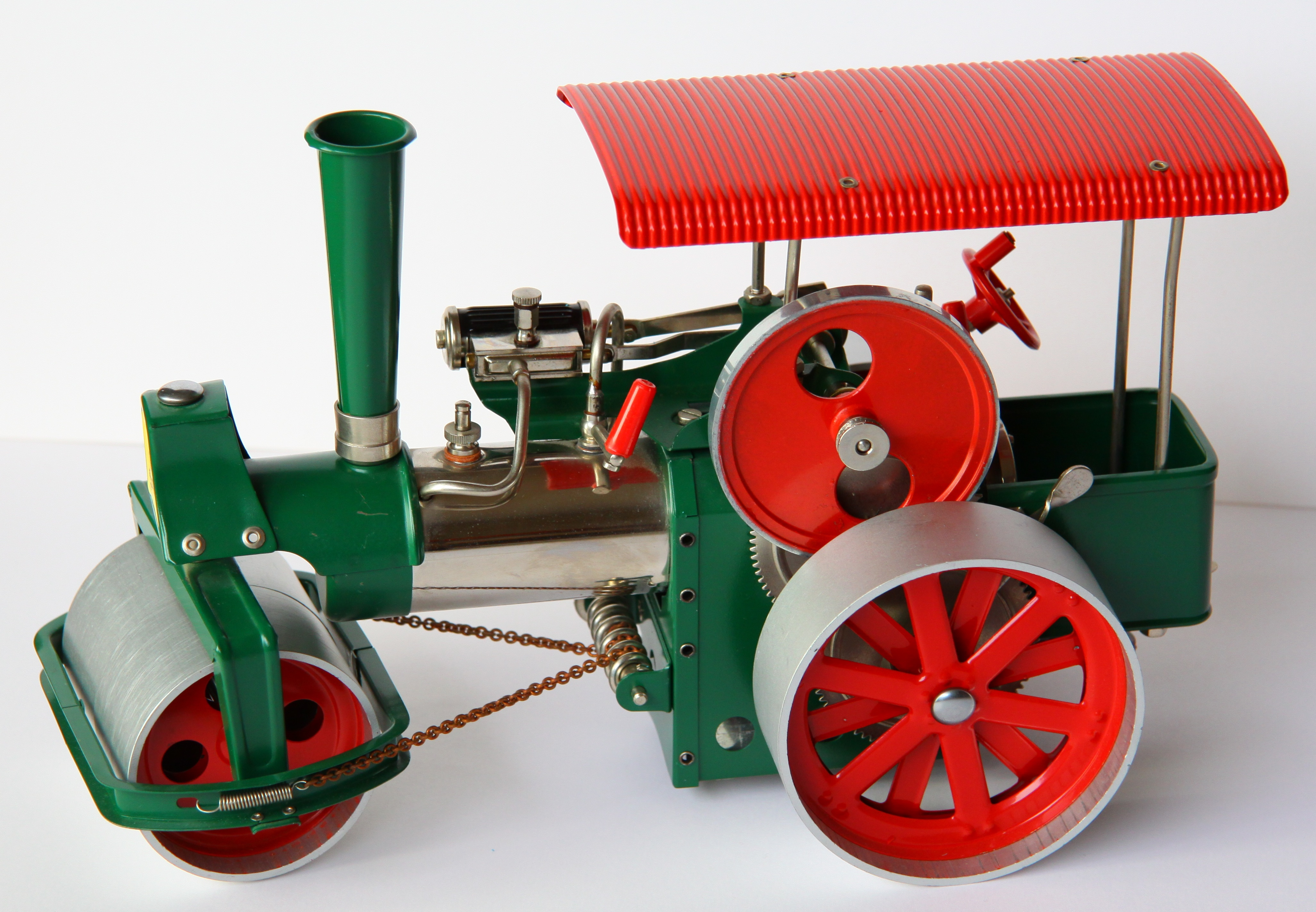
Dampfwalze Wilesco D36
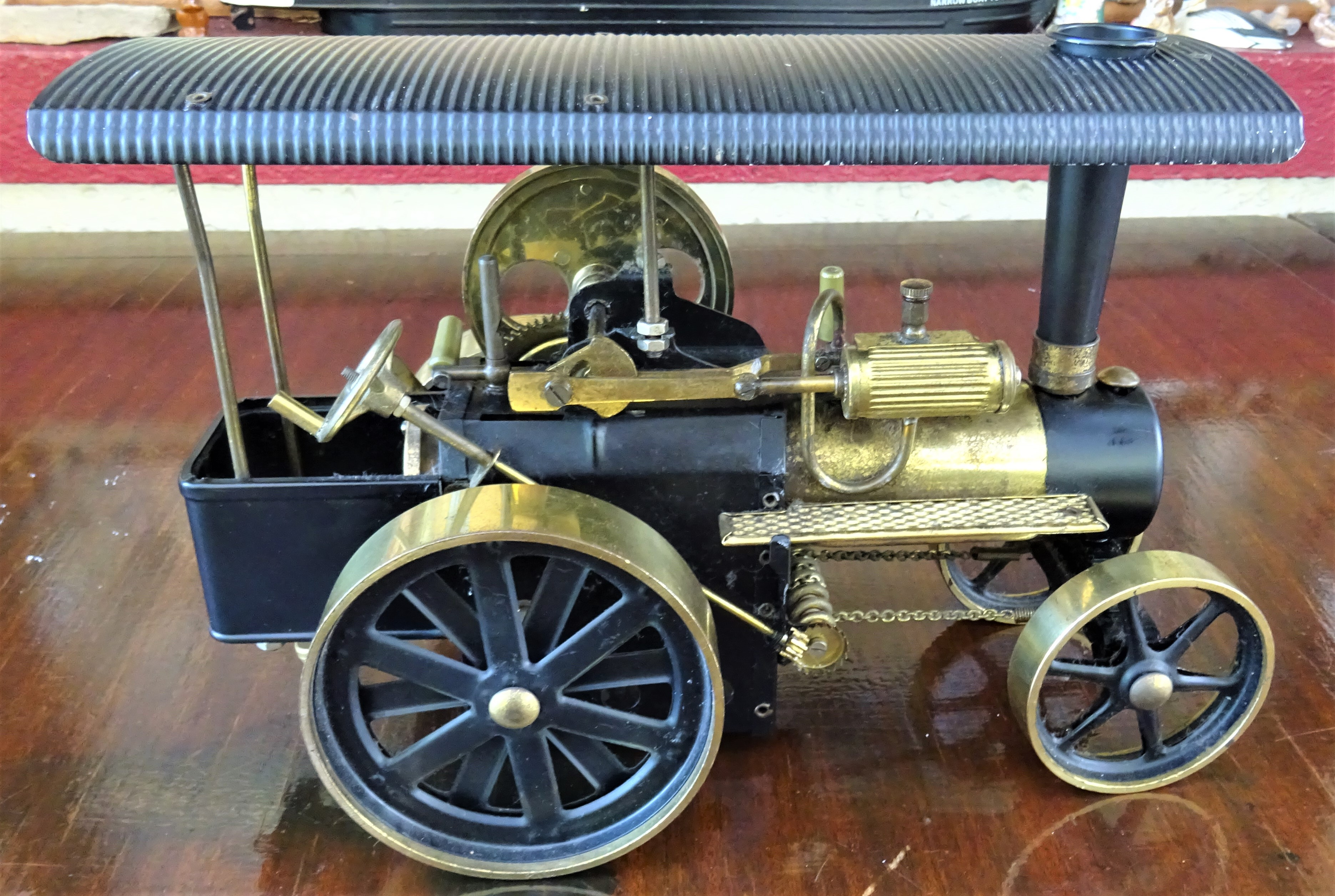
Dampftraktor Wilesco D40